# Brainiac (DC Comics)
Brainiac is een fictieve superschurk uit de Supermanstrips van DC Comics. Hij werd bedacht door Otto Binder, en verscheen voor het eerst in Action Comics #242. Vanwege veel verhalen over tijdreizen en klonen, gecombineerd met DC’s aanpassing van de continuïteit in zijn strips, bestaan er veel verschillende versies van Brainiac.
Brainiac is sinds zijn debuut een van de belangrijkste tegenstanders van Superman.

## Biografie

### Pre-crisis Brainiac
De originele Brainiac was een kale groene humanoïde die op Aarde arriveerde met het doel verschillende steden te krimpen en in flessen te stoppen, zodat hij ze kon gebruiken om de planeet Bryak (waar hij over regeerde) te herstellen. Brainiac had dit reeds gedaan met de Kryptoniaanse stad Kandor. Superman kon Brainiac deze eerste keer tegenhouden en hem ook de fles met Kandor erin afhandig maken.
In de jaren erop bevocht Superman Brainiac meerdere malen. In 1964 werd onthuld dat Brainiac een machine was, gemaakt door het buitenaardse ras de Colu. Brainiac kreeg een eigen wil, nam de naam Vril Dox aan, en begon een revolutie tegen zijn scheppers.
In Action Comics #276 dook een tweede Brainiac op genaamd “Brainiac 5”. Deze Brainiac was een blonde tienerversie van de eerste Brainiac, die beweerde Brainiacs nakomeling uit de 30e eeuw te zijn. Hij was in tegenstelling tot de eerste Brainiac geen schurk, sloot zich zelfs aan bij de Legion of Super Heroes.

### Post-Crisis Brainiac
Na het verhaal Crisis on Infinite Earths onderging Brainiacs geschiedenis een drastische verandering. Hij was nu een radicale wetenschapper genaamd Vril Dox. Hij werd op de planeet Colu ter dood veroordeeld, maar slaagde erin zijn bewustzijn over te brengen op Milton Fine, een menselijke mentalist. In dit nieuwe lichaam ontwikkelde Brainiac psychische krachten. Deze versie van Brainiac maakte zijn debuut in Adventures of Superman #438 (maart 1988).
Brainiac werd gevangen door Lex Luthor, maar gebruikte zijn krachten om controle te krijgen over diens computersystemen. Hij gebruikte de kennis van LexCorp om zijn mentale krachten te stabiliseren. Daarna begon hij Superman te terroriseren met een combinatie van mentale krachten en controle over computers.
Brainiac speelde in de jaren erop een aantal cruciale rollen in de verhalen van DC Comics. Zo regelde hij een invasie tegen de aarde in het verhaal "Panic in the Sky", en probeerde na Supermans dood en terugkeer (in het verhaal “Death of Superman”) iedereen te laten denken dat de teruggekeerde Superman een bedrieger was. In de verhaallijn The Doomsday Wars fuseerde Brainiac zichzelf met het wezen Doomsday. Hierdoor werd hij tijdelijk het sterkste wezen in het universum. De fusie hield niet lang stand omdat Doomsday zich ertegen verzette.
Naast de standaard versie van Brainiac doken ook alternatieve versies van hem op, zoals de geüpgrade Brainiac 13 (een Brainiac uit de 64e eeuw) en Brainiac 8 (alias Indigo, Brainiacs “kleindochter”).

## In andere media
- De pre-crisisversie van Brainiac verscheen in de serie The New Adventures of Superman.
- Brainiac deed mee in de serie Challenge of the SuperFriends, waarin zijn stem werd gedaan door Ted Cassidy.
- Een nieuwe versie van Brainiac was een vast personage in de series Superman: The Animated Series, Justice League en Justice League Unlimited. Deze versie van Brainiac was oorspronkelijk een supercomputer op de planeet Krypton. Hij wist van Kryptons aankomende vernietiging, maar hield dit voor zich om zichzelf te redden. Derhalve heeft Superman in de serie een persoonlijke vete met Brainiac. Deze versie van Brainiac had tevens een gastoptreden in de serie Static Shock.
- Brainiac speelde een grote rol in de animatiefilm Superman: Brainiac Attacks, waarin zijn stem wordt gedaan door Lance Henriksen.
- In het vijfde seizoen van de televisieserie Smallville werd Brainiac geïntroduceerd als een vaste tegenstander van Clark Kent. Hij werd gespeeld door James Marsters. Deze versie van Brainiac vermomt zich in het merendeel van de serie als een mens met de naam "Milton Fine".
- Brainiac werd overwogen als hoofdschurk voor de film Superman III, maar dit plan werd verworpen.
- Tevens een rol in de graphic novel The Dark Knight Strikes Again. Hier manipuleert hij Superman om zijn dingen te doen. Hij heeft namelijk de laatste stad van Kypton in een glazen fles, Kandor. Hierdoor voelt Superman zich genoodzaakt om naar Brainiac te luisteren. Later wordt hij vernietigd door SuperGirl, de dochter van Wonder Woman en Superman.
- Brainiac verschijnt als de hoofdantagonist in het eerste seizoen van Krypton en werd gespeeld door Blake Ritson. Brainiac, bekend bij de Kryptonianen als de "Collector of Worlds", heeft Krypton op het oog en probeert de planeet te vernietigen. Het personage vertoont gelijkenis met zijn incarnatieversie van voor 2008 en werd vormgegeven door een combinatie van uitgebreide make-up, prothesen (waarvan het aanbrengen vier tot zeven uur in beslag nam) en CGI.